# Novi hemijski entitet
Novi hemijski entitet (NCE) jeste lek koji sadrži aktivni sastojak koji FDA do sada nije odobrila za primenu na osnovu zahteva podnesenog pod FDC aktom § 505(b). Novi molekulski entitet (NME) jeste lek koji sadrži aktivni sastojak koji FDA do sada nije odobrila ili koji nije plasiran na američko tržište.
Aktivni sastojak je molekul ili jon odgovoran za fiziološko ili farmakološko dejstvo leka. Definicija aktivnog molekula ne obuhvata dodatne delove molekula koji uzrokuju lek da postane estar, so (uključujući so sa vodoničnim ili koordinatnim vezama), ili druge nekovalentne derivate (kao što su kompleks, helat, ili klatrat) molekula.